# Wichita Vortex Sutra
Wichita Vortex Sutra è un poema pacifista di Allen Ginsberg (1926-1997), scritto nel 1966. Apparve nella raccolta di poesie Planet News del 1968 e venne inoltre pubblicata in Collected Poems 1947-1995 e Collected Poems 1947-1980.  Durante il 40º anniversario della composizione del poema, Rolf Potts, scrivendo per la rivista The Nation, la definì "un'elegia per il potere del linguaggio in un'epoca di informazioni concorrenti."

## Storia e descrizione
Wichita Vortex Sutra è nata come registrazione vocale che Ginsberg realizzò con un registratore di marca Uher mentre viaggiava in autobus attraverso il Midwest. La compose dettando le parole mentre parlava nel registratore. In seguito il poeta disse che "i versi di Wichita sono disposti secondo la loro spaziatura temporale organica, come le frasi che arrivano alla mente e che la bocca pronuncia.. Usavo delle pause forse di un minuto o due tra ogni verso per formularle nella mia mente e nella registrazione... Ero nel retro di un autobus, non parlavo con nessuno, tranne che con un registratore; ogni volta che dicevo qualcosa di interessante lo incidevo su nastro".
Ginsberg giustappone le immagini del paesaggio del Kansas con frammenti di resoconti dei mass media sulla guerra in Vietnam e collega la violenza con i valori conservatori degli Heartland, ossia gli stati centrali nel cuore dell'America. Crede che la cittadina di Wichita, dove agli inizi del '900 l'attivista Carrie Nation sostenne il movimento proibizionista, "dette inizio ad un vortice di odio che ha defogliato il delta del Mekong." Nel buddismo, il termine sutra si riferisce principalmente alle scritture canoniche, molte delle quali sono delle testimonianze degli insegnamenti orali del Buddha.
Wichita Vortex Sutra parla del potere del linguaggio e del desiderio del poeta di porre fine alla guerra attraverso un mantra. Tra i versi del poema: "Rusk dice Resistenza / Essenziale per la Pace ... Perdite dei vietcong che raggiungono tre cinque zero zero ... la poesia del linguaggio dei titoli ... Dall'altro lato del pianeta ... la carne morbida come una ragazza del Kansas / squarciata dall'esplosione di metallo ... carne scheggiata da proiettili / palpitante / Mentre questa nazione americana argomenta guerra / linguaggio conflittuale, linguaggio / proliferazione nell'etere." Potts scrive al riguardo: 
"Disperato dall'idea che il potere della poesia si perdesse in un mare di linguaggio proliferante e contraddittorio, Ginsberg invoca icone della trascendenza - Cristo, Allah, Jaweh, William Blake, vari santoni indiani - per aiutarlo a rivendicare la lingua per i suoi scopi superiori... per rendere la sua affermazione sorprendente - ossia che la guerra possa essere dichiarata dalle forze della poesia - l'apparente scopo di Ginsberg è quello di rivendicare il linguaggio americano."
James F. Mersmann scrive nel suo libro Out of the Vietnam Vortex: A Study of Poets and Poetry Against the War: 
Una delle virtù principali del Wichita Vortex Sutra è che fa sperimentare al lettore la proliferazione e l'abuso del linguaggio. La tecnica è di far notare e riprodurre il linguaggio che inonda i sensi ogni giorno. Così facendo rende dolorosamente consapevole che in ogni caso il linguaggio è usato non per comunicare la verità ma per manipolare l'ascoltatore.

## Nella cultura di massa
La musica è stata scritta da Philip Glass per accompagnare la performance del poema di Ginsberg, ed è stata inclusa in Solo Piano e nella sua opera da camera Hydrogen Jukebox.
Alcuni versi di Wichita Vortex Sutra ("ripped open by metal explosion ... caught in barbed wire, fire ball bullet shock") sono stati utilizzati nella canzone Three-Five-Zero-Zero del musical rock Hair.
Il poema viene citato nel film di Ang Lee del 2016 Billy Lynn - Un giorno da eroe, che si concentra su un gruppo di soldati che si ritira dopo una battaglia vinta in Iraq.